# Алексик Микола Олександрович
Мико́ла Олекса́ндрович Алексик (1994—2023) — український військовослужбовець, старший солдат бригади «Азов» НГУ. Кавалер ордена «За мужність» ІІІ ступеня.

## Життєпис
Народився 18.08.1994 в селі Великі Ком'яти Закарпатської області.
У 2-річному віці разом з мамою переїхав до Львова. Ріс без батька, виховували мама, бабуся та дідусь — видатний оперний співак Андрій Алексик, який прищепив онукові велику любов до України.
Закінчив чотири класи Середньої загальноосвітньої школи № 9, згодом вступив до Львівської лінгвістичної гімназії Львівської міської ради Львівської області.
Під час навчання у школі займався бальними танцями на професійному рівні у школі спортивного танцю «Рондо».
Випускник Львівської лінгівстичної гімназії 2011 року.
Після школи здобув вищу освіту у Львівському державному університеті безпеки життєдіяльності.
У 2019 році закінчив «Майстерню Impro театру», у 2021-му — Українську кіношколу.
Планував стати продюсером. Тоді ж переїхав до Києва, де працював у компанії «Ґлобал-Логістікс» та відвідував кіношколу «Ukrainian Film School».
Після початку повномасштабного вторгнення Микола пішов служити добровольцем. Виконував бойові завдання на Південному і Східному напрямках у складі 12-ї бригади спеціального призначення «Азов» НГУ.
Під час служби відзнімав матеріали для майбутньої документальної стрічки про боротьбу із росіянами.

## Загибель
Загинув на території Серебрянського лісу в Луганській області. Під час мінометного обстрілу уламок влучив між каскою і бронежилетом. У військового залишилася мама та бабця.
Посмертно нагороджений орденом «За мужність» ІІІ ступеня.
Похорон відбувся 1 січня 2024. Поховали Миколу на Марсовому Полі у Львові.
Залишились мама, бабуся, інші рідні, друзі та побратими.